# El Aguacate, Coyuca de Benítez
El Aguacate är en ort i Mexiko.   Den ligger i kommunen Coyuca de Benítez och delstaten Guerrero, i den södra delen av landet, 290 km söder om huvudstaden Mexico City. El Aguacate ligger 46 meter över havet och antalet invånare är 113.
Terrängen runt El Aguacate är kuperad åt nordost, men åt sydväst är den platt. Havet är nära El Aguacate åt sydväst. Runt El Aguacate är det tätbefolkat, med 397 invånare per kvadratkilometer. Närmaste större samhälle är Acapulco, 9,2 km sydost om El Aguacate. Runt El Aguacate är det i huvudsak tätbebyggt.